# Callisto Guatelli
Bey e Pasha Callisto Guatelli (Parma, 26 settembre 1819 – Istanbul, marzo 1900) è stato un compositore e direttore d'orchestra italiano.

## Biografia
Tra il 1830 e il 1837 studiò canto e contrabbasso presso la scuola di musica del Carmine a Parma.
Dopo aver lavorato in vari teatri, negli anni 1840 si stabilì a Istanbul dove divenne direttore del teatro Naum di Istanbul e, nel 1848, fu scritturato come contrabbassista dall'orchestra di corte del sultano: nel 1856 succedette a Giuseppe Donizetti come direttore del corpo imperiale di musica.
Il sultano Abdul Aziz gli conferì il titulo di bey e poi il grado di generale e il titolo di pascià; Guatelli curò anche l'educazione musicale di Abdul Hamid II. Tra il 186 e il 1857 scrisse "Aria Nazionali e canti popolari Orientali Antichi e Moderni", composta da tre parti: 1) Fatma Sultan;2) Munire Sultan;3) Sarki.
Compose brani per pianoforte e violino, ballabili, marce, romanze da camera sopra versi italiani e francesi, duetti e cori. I suoi pezzi furono pubblicati dalla Ricordi.
Lasciato l'incarico per l'età avanzata, rimase a Istanbul dove morì.